# Fernando Ramírez de Aguilar
Fernando Ramírez de Aguilar (n. Oaxaca; 1887 - f. Ciudad de México; 1953), también conocido por su seudónimo Jacobo Dalevuelta, fue reportero de El Imparcial, donde comenzó su carrera. Fue llamado "el novio de Oaxaca".

## Trayectoria
Al estallar la Revolución, fue nombrado corresponsal de guerra y salió al frente de combate.[cita requerida]
Ingresó después en El Universal,dirigido por Félix Fulgencio Palavicini, donde en 1922 llegó a ser el jefe de información. Además de reportajes, se encargaba de la crítica literaria. Según el propio diario, fue su "reportero emblema" en las décadas de los 20 a los 40. Es considerado el primer reportero de guerra de México.
Elaboró reportajes sobre la Decena Trágica en 1913. En una entrevista con Mario Ezcurdia, Dalevuelta escribió que "la tragedia de aquellos días atrajo a numerosos periodistas estadounidenses, “todos llenos de un pánico terrible a las balaceras”. Establecieron su cuartel general en el Hotel Cosmos, frente a las oficinas del cable, desde donde enviaban sus informaciones. No se movían de sus sitios por nada del mundo, y a la línea de fuego, que estaba en las calles de Luis Moya, Bucareli, General Prim, hasta la Ciudadela y Palacio, no se acercaban ni de chiste. Tenían un miedo espantoso. Nosotros, que temporalmente estábamos sin trabajo, nos metíamos entre las balaceras, con pases especiales para que no nos detuvieran, y después les vendíamos las noticias a los gringos". Los reporteros no tenían trabajo, ya que en esos días todas las actividades se suspendieron: los periódicos dejaron de aparecer y los periodistas, como Dalevuelta, se quedaron sin trabajo ni dinero.[cita requerida]
Formó parte del comité organizador del Primer Congreso Nacional de Historia Patria (1933). Fue, varias veces, secretario del Sindicato Nacional de Redactores de la Prensa. También escribió en otros periódicos: El País, El Independiente, El Hogar, El Demócrata y El Universal Ilustrado.[cita requerida]
En 1925, con motivo del traslado de los restos de los Héroes de la Independencia de México de la Catedral al mausoleo construido en el Monumento a la Independencia, publicó un folleto editado por la Secretaría de Educación Pública, con el título "La odisea de los restos de nuestros libertadores" (compilación de documentos), generando cierta polémica con su afirmación de que los restos de Morelos habían sido extraídos por Juan Nepomuceno Almonte, hijo de Morelos.
En el 2010, para sorpresa de los investigadores que abrían la urna con los restos, apareció una tarjeta con el logotipo de El Universal y el nombre de Jacobo Dalevuelta. Se supone que Fernando Ramírez de Aguilar pudo introducirla en 1921.
Según la periodista y escritora Bertha Hernández el Diccionario de seudónimos asegura que el nombre Jacobo Dalevuelta es una traducción de otro seudónimo usado por el escritor francés Anatole France: “Jacques Menetrier”, que también es personaje de algunas de las obras del propio France. Hurgando en el tema, el “Dalevuelta” (traducción poco exacta y que se refiere a “dar vueltas” como en un rosticero) del personaje de France, no acaba de convencer. Me parece más verosímil que el seudónimo de Dalevuelta provenga de otra más de las costumbres del periodismo mexicano: cuando a algún medio “se le ha ido la nota”, es decir, se les ha escapado divulgar o publicar una información relevante porque el reportero estaba practicando el sutil arte de chiflar en la loma, el intenso deporte de papar moscas o de plano estaba tan agobiado en cubrir seis o siete fuentes al mismo tiempo (como parece que se empieza a estilar en algunos medios), de tal modo que, inevitablemente, alguna vez, otros medios ganan la nota."